# Carmen Munroe
Carmen Esme Munroe (nascida em 12 de novembro de 1932) é uma atriz britânica nascida em Berbice, Guiana Britânica (atual Guiana), e residente do Reino Unido desde o início dos anos 1950. Carmen Munroe fez sua estreia nos palcos do West End, em 1962, e desempenhou um papel fundamental no desenvolvimento do teatro negro britânico e na representação na televisão. Ela teve papéis de destaque no palco e na televisão, talvez mais conhecida por seu papel como Shirley, esposa do barbeiro homônimo interpretado por Norman Beaton, da sitcom Desmond's, da TV britânica.

## Início da vida e carreira
Nascida Carmen Esme Steele em New Amsterdam, em Berbice, na Guiana Britânica, onde foi educada na Enterprise High School. Ela emigrou para a Grã-Bretanha em 1951. Estudou óptica oftalmológica por um ano e trabalhou como bibliotecária em Tooting, sul de Londres. Depois disso, em 1957, ela começou a estudar teatro com um grupo baseado no Centro de Estudantes das Índias Ocidentais, em Collingham Gardens, no sudoeste de Londres.
Carmen Munroe apareceu pela primeira vez no palco do West End em 1962 no Teatro de Wyndham, na peça Período de Adjuste, escrita por Tennessee Williams, e teve papéis principais em produções posteriores do West End, como There'll Be Some Changes Made (1969, de Alun Owen), The Blacks (1970, de Jean Genet), e em The Apple Cart (1970, de George Bernard Shaw), onde interpretou Orinthia. Ela também atuou em peças como A Raisin in the Sun, de Lorraine Hansberry; Trouble in Mind, de Alice Childress; e The Amen Corner, de James Baldwin. Ela dirigiu a peça Alas, Poor Fred de James Saunders para o Teatro Umoja, e também a estreia britânica de Remembrance, de Derek Walcott, no Arts Theatre de Londres, em 1987.
Seu trabalho para a televisão incluiu ser apresentadora da Play School, bem como do programa infantil How Do You Do, transmitido na hora do almoço pela BBC, e uma grande variedade de aparições como atriz. Isso inclui uma parte da história de Doctor Who de 1967, The Enemy of the World; um papel no General Hospital, em The Persuaders (1971); In the Beautiful Caribbean (BBC, 1972, de Barry Reckord); Shakespeare Country (BBC, 1973, de Alfred Fagon); The Fosters (LWT, 1976–77); Black Christmas (BBC, 1977, de Michael Abbensetts); Mixed Blessings (1978–80); A Hole in Babylon (BBC, 1979, de Horace Ové); e The Hope and the Glory (BBC, 1984, de Caryl Phillips). Carmen Munroe tornou-se mais conhecida por suas aparições regulares entre 1989 e 1994, na sitcom Desmond's (escrito por Trix Worrell e veiculada pelo Channel 4) como Shirley, esposa do barbeiro homônimo Desmond Ambrose, interpretado por Norman Beaton.
Sua carreira no cinema incluiu papéis em Naked Evil (1966), All Neat in Black Stockings (1968) e The Chain (1984).
Ela é uma das fundadoras da Companhia de Teatro Talawa, a principal companhia de teatro negro do Reino Unido, que fundou em 1985 junto com Mona Hammond, Inigo Espegel e Yvonne Brewster.
Em 1992, Carmen Munroe "teve uma excelente atuação como Essie Robeson em uma peça da BBC chamada A Song at Twilight ".
Em 2005/06, Carmen Munroe atuou em uma série de três peças afro-americanas no Tricycle Theatre, em Kilburn, Londres. As peças foram Walk Hard, escrita por Abram Hill e dirigida por Nicolas Kent, seguida de Gem of the Ocean, escrita por August Wilson e dirigida por Paulette Randall, na qual Carmen Munroe atuou no papel de tia Esther Tyler e, finalmente, Fabulation de  Lynn Nottage e dirigido por Indhu Rubasingham. Em 2007, ela atuou na peça Catalysta na Ovalhouse de Allister Bain, dirigida por Robert Icke, recebendo ótimas críticas por sua atuação como Eartha. Em 2013, Carmen Munroe apareceu no programa de comédia / drama infantil The Dumping Ground (sequência de Tracy Beaker Returns, da CBBC) como a mãe de Gina, Hattie. Em 2020, ela fez uma aparição especial em Holby City como a terapeuta de Jac Naylor (Rosie Marcel).

## Prêmios
Carmen Munroe foi nomeada Oficial da Ordem do Império Britânico (OBE) nas honras de aniversário de 2007, por serviços prestados ao drama.